# Roddy Doyle
Roddy Doyle (nacido el 8 de mayo de 1958 en Dublín) es un novelista, dramaturgo y guionista irlandés. Varios de sus libros se han convertido en películas exitosas, comenzando con The Commitments en 1991.
Doyle creció en Kilbarrack, Dublín. Se graduó con una Licenciatura en Artes de la University College, Dublín. Pasó varios años como maestro de inglés y geografía antes de convertirse en un escritor de tiempo completo en 1993.

### Novelas
- La Trilogía Barrytown:
  - The Commitments (1987, película 1991) - Un grupo de adolescentes dublineses, liderados por Jimmy Rabbitte Jr., decide formar una banda de soul en la tradición de Wilson Pickett.
  - The Snapper (1990, película 1993) - La hermana de Jimmy, Sharon, es embarazada por un amigo de su padre. Ella está determinada a tener al niño pero se niega a revelar la identidad del padre a su familia.
  - The Van (1991, propuesto para el Booker Prize de 1991, película de 1997) - Jimmy Sr. es despedido, igual que su amigo Bimbo. Ambos consiguen una camioneta usada de pescado y papas y entran al mercado por ellos mismos.

- Paddy Clarke Ha Ha Ha (1993, ganador del Booker Prize de 1993) - El mundo descrito, entendido y malentendido por un dublinense de diez años.
- The Woman Who Walked Into Doors (1997) - la historia de una esposa maltratada, narrada por la víctima; a pesar del comportamiento progresivamente violento de su esposo, ella lo defiende, usando la clásica excusa de "Choqué contra una puerta" para explicar sus moretones.
- Paula Spencer (2006)
- The Last Roundup:
  - A Star Called Henry (2024) - La historia de Henry Smart desde su infancia hasta sus primeros años veinte.
  - Oh, Play That Thing! (2024) - La aventura de Henry Smart en los Estados Unidos.
- Two Pints (2012)

### Historias cortas
- The Slave - Terry atraviesa la mediana edad, lee Cold Mountain y se obsesiona con una rata muerta.
- The Deportees - Varias historias que tratan el tema de la inmigración en Irlanda

### No-ficción
- Rory & Ita; sobre los padres de Doyle.

### Teatro
- Brown Bread (1987)
- War (1989)

### Guiones de televisión
- Family (2000) - Serie de la BBC que precedió a la novela de 1996 'The Woman Who Walked Into Doors'.

### Guiones
- When Brendan Met Trudy (2000) - Una increíble historia ligera de un romance entre un tímido adolescente (Brendan) y una ladrona (Trudy).

### Libros infantiles
- The Giggler Treatment
- Rover Saves Christmas
- The Meanwhile Adventures
- Wilderness (2007) - La historia de un viaje a Finlandia de unos niños y su madre.
- Not Just for Christmas (1999)
- Her Mother's Face (2008)
- A Greyhound of a Girl (2011)